# Eufrozina Kyjevská
Eufrozina Kyjevská (rusky Ефросинья Мстиславна, 1130?–1193?) byla královna uherská a chorvatská. Jako královna vdova výrazně ovlivňovala politiku království.

## Život
Narodila se jako dcera kyjevského knížete Mstislava I. a roku 1146 byla provdána za mladého uherského krále Gejzu II., kterému dala tři syny. Až do manželovy smrti roku 1162 se politiky nezúčastnila. Když na uvolněný trůn nastoupil nezletilý syn Štěpán III., došlo ke sporu se Štěpánem (IV.), mladším bratrem zemřelého krále, který byl manželem neteře byzantského císaře Manuela I. Eufrozina podporovala svého syna Štěpána.
Fridrich I. Barbarossa, který se snažil Arpádovce získat pro podporu papeže Viktora IV. pověřil zásahem v Uhrách mimo jiné i českého krále Vladislava II. Vladislav hájil Štěpána III. a zásadu primogenitury. Roku 1164 vstoupili Češi za velkého drancování na uherské území a setkali se s byzantskými sbory. K bitvě mezi nimi nedošlo, Manuel ustoupil za Dunaj a Vladislav dosáhl uznání Štěpána III., za což dostal od Eufroziny a mladého krále štědré dary.
Štěpán III. roku 1172 zemřel zřejmě v důsledku otravy jedem a na trůn měl nastoupit mladší Béla. Ten byl původně zasnouben z byzantskou princeznou a měl se stát nástupcem císaře Manuela Komnéna. Většina uherských magnátů včetně královny matky však jako vhodnějšího pretendenta trůnu viděla prince Gejzu, který na rozdíl od Bély vyrůstal a žil v Uhrách. Béla nechal po několika marných snahách o změnu na trůnu oba, matku i bratra, uvěznit. Gejzovi se opakovaně podařilo utéct k sousedním vládcům, ale jak rakouský vévoda Leopold V., tak český kníže Soběslav II. jej Bélovi vydali. Vězněm byl až do roku 1189, kdy byl propuštěn na přímluvu císaře Fridricha Barbarossy. Stal se společně s dvěma tisícovkami uherských bojovníků účastníkem kruciáty, jež měla za cíl osvobození Jeruzaléma.
Eufrozina byla časem propuštěna a odešla do Konstantinopole. Závěr života strávila v klášterním ústraní.

## Potomci
- Štěpán III. Uherský (1147 – 4. březen 1172)
- Béla III. Uherský (1148 – 23. duben 1196)
- Alžběta Uherská (asi 1149 – po roce 1189), česká kněžna, manželka knížete Bedřicha
- princ Gejza Uherský (asi 1150 – před rokem 1210)
- Helena Uherská (asi 1158 – 25. květen 1199), manžel rakouský vévoda Leopold V. Babenberský